# サム・キャセール
サミュエル・ジェームズ・キャセール・シニア（Sam Cassell, 本名Samuel James Cassell Sr., 1969年11月18日 - ）は、アメリカ合衆国メリーランド州ボルティモア出身の元バスケットボール選手。NBAのヒューストン・ロケッツやミルウォーキー・バックスなどで活躍した。身長191cm、体重88kg。ヒューストン・ロケッツで2度、ボストン・セルティックスで1度NBAファイナル優勝を経験している。

## 経歴
フロリダ州立大学時代はチャーリー・ウォードと先発の座を争う。1993年のNBAドラフトで全体24番目でヒューストン・ロケッツから指名されて入団した。ルーキーシーズンはポイントガードのケニー・スミスの控えだったが、ニューヨーク・ニックスとのNBAファイナルでは接戦となったシリーズの要所で3ポイントシュートを成功させるなど、ロケッツのNBAファイナル制覇に貢献して入団1年目でチャンピオンリングを手に入れた。続く94-95シーズンのロケッツ2連覇にも貢献した。ロケッツでの3年間、キャセールは貴重な控えのガードとしてプレーし、チームの勝利に貢献した。またフリースロー成功率も高かった。
95-96シーズン終了後、チャールズ・バークレーとのトレードでロバート・オーリーらと共にフェニックス・サンズに移籍した。
96-97シーズンにはサンズ、ダラス・マーベリックス、ニュージャージー・ネッツと3チームを渡り歩いた。マーベリックスとのトレードはジェイソン・キッドやマイケル・フィンリーなども絡んだものとなった。マーベリックスでは16試合に出場したところでジミー・ジャクソンらと共にネッツのショーン・ブラッドリーらとのトレードて放出された。
移籍した翌97-98シーズン、先発ポイントガードとなり、前年よりネッツの成績を大幅に向上させてプレーオフに導き周囲を驚かせた。98-99シーズン、キャセールは怪我によりシーズンの大半を欠場。その間にミネソタ・ティンバーウルブズが絡んだ三角トレードでミルウォーキー・バックスへ移籍した。
99-00シーズン、怪我から復帰したキャセールは、バックスで素質を発揮。00-01シーズンにはグレン・ロビンソン、レイ・アレンらと共に、イースタンカンファレンスファイナルに進出したが、キャセール自身は腰の負傷で途中リタイア。チームはアレン・アイバーソン率いるフィラデルフィア・セブンティシクサーズの前に敗れてNBAファイナル出場はならなかった。
02-03シーズン終了後、トレードによりミネソタ・ティンバーウルブズへ移籍した。03-04シーズンはケビン・ガーネットや、ラトレル・スプリーウェルと共にレギュラーシーズンであげてウェスタンカンファレンス第1シードとなり、カンファレスファイナルまで進出した。しかし、黄金のカルテット（シャキール・オニール、コービー・ブライアントら）といわれたロサンゼルス・レイカーズに敗れ、優勝の夢は絶たれた。このシーズンには初のNBAオールスターゲーム出場を果たした。
04-05シーズン開幕当初、メンバーがほとんど変わらずにシーズンを迎えたウルブズは、オニールがレイカーズを去ったこともあり、ウエスト優勝の筆頭だった。しかし契約金の問題で、キャセールとスプリーウェルの不満が、チームのケミストリーを崩壊。キャセールが休む事で逆に存在の大きさを知らせる事になってしまい、チームはプレーオフ出場を逃す予想外の不振に終わった。
シーズン終了後、ロサンゼルス・クリッパーズへ移籍した。エルトン・ブランドやコーリー・マゲッティ、サクラメント・キングスから移籍したカティーノ・モブリーらと共に弱小球団のクリッパーズに加入して、2005-06シーズン、ウエスタンカンファレンス6位でプレイオフにチームを導いた。プレイオフ1回戦でデンバー・ナゲッツを4-1で破り、カンファレンスセミファイナルでフェニックス・サンズと第7戦までもつれるゲームを展開、惜しくも3-4でシーズンを終えた。更なる飛躍が期待された2006-07シーズンは、チームは不振に終わり、2年連続のプレイオフ進出はならなかった。
2008年3月に、キャセールはチームからウェイバー公示で放出され、かねてから希望していたボストン・セルティックス入りを果たした。セルティックスでは、若きポイントガードのレイジョン・ロンドの指南役としてベンチからチームを支えた。チームはファイナルに進出。キャセールはジェームス・ポージーと共に貴重な優勝経験者として、出場時間は少なかったもののベテランらしい活躍で優勝に貢献し、自身3度目の優勝を果たした。
2008-09シーズンはほとんど出番がなく、シーズン中盤にトレードでサクラメント・キングスに放出され
、更にすぐにウェイバー方式で解雇され、現役を引退した。シーズン終了後、ワシントン・ウィザーズのアシスタントコーチに就任。指導者の道を歩み出した。
2014年、ドック・リバースに招かれ、ロサンゼルス・クリッパーズのアシスタントコーチとなった。

## 個人成績

### レギュラーシーズン
| シーズン     | チーム       | GP  | GS  | MPG  | FG%  | 3P%  | FT%  | RPG | APG | SPG | BPG | PPG  |
| ------------ | ------------ | --- | --- | ---- | ---- | ---- | ---- | --- | --- | --- | --- | ---- |
| 1993–94†     | HOU          | 66  | 6   | 17.0 | .418 | .295 | .841 | 2.0 | 2.9 | .9  | .1  | 6.7  |
| 1994–95†     | HOU          | 82  | 1   | 23.0 | .427 | .330 | .843 | 2.6 | 4.9 | 1.1 | .2  | 9.5  |
| 1995–96      | HOU          | 61  | 0   | 27.6 | .439 | .348 | .825 | 3.1 | 4.6 | .9  | .1  | 14.5 |
| 1996–97      | PHO          | 22  | 9   | 24.5 | .415 | .306 | .855 | 2.3 | 4.5 | 1.0 | .3  | 14.8 |
| 1996–97      | DAL          | 16  | 13  | 24.9 | .424 | .306 | .840 | 3.1 | 3.6 | 1.1 | .4  | 12.3 |
| 1996–97      | NJN          | 23  | 22  | 33.8 | .443 | .392 | .831 | 3.6 | 6.5 | 1.6 | .3  | 19.3 |
| 1997–98      | NJN          | 75  | 72  | 34.7 | .441 | .188 | .860 | 3.0 | 8.0 | 1.6 | .3  | 19.6 |
| 1998–99      | NJN          | 4   | 3   | 25.0 | .429 | .143 | .935 | 1.5 | 4.8 | .8  | .0  | 18.0 |
| 1998–99      | MIL          | 4   | 0   | 24.8 | .409 | .333 | .947 | 2.3 | 4.3 | 1.5 | .0  | 13.8 |
| 1999–00      | MIL          | 81  | 81  | 35.8 | .466 | .289 | .876 | 3.7 | 9.0 | 1.3 | .1  | 18.6 |
| 2000–01      | MIL          | 76  | 75  | 35.6 | .474 | .306 | .858 | 3.9 | 7.6 | 1.2 | .1  | 18.2 |
| 2001–02      | MIL          | 74  | 73  | 35.2 | .463 | .348 | .860 | 4.2 | 6.7 | 1.2 | .2  | 19.7 |
| 2002–03      | MIL          | 78  | 77  | 34.6 | .470 | .362 | .861 | 4.4 | 5.8 | 1.1 | .2  | 19.7 |
| 2003–04      | MIN          | 81  | 81  | 35.0 | .488 | .398 | .873 | 3.3 | 7.3 | 1.3 | .2  | 19.8 |
| 2004–05      | MIN          | 59  | 38  | 25.8 | .464 | .262 | .865 | 2.7 | 5.1 | .6  | .2  | 13.5 |
| 2005–06      | LAC          | 78  | 75  | 34.0 | .443 | .368 | .863 | 3.7 | 6.3 | .9  | .1  | 17.2 |
| 2006–07      | LAC          | 58  | 30  | 24.3 | .418 | .294 | .879 | 2.9 | 4.7 | .5  | .1  | 12.3 |
| 2007–08†     | LAC          | 38  | 33  | 25.7 | .455 | .259 | .891 | 2.8 | 4.7 | .7  | .1  | 12.8 |
| 2007–08†     | BOS          | 17  | 1   | 17.6 | .385 | .409 | .840 | 1.8 | 2.1 | .5  | .2  | 7.6  |
| 通算         | 通算         | 993 | 690 | 30.0 | .454 | .331 | .861 | 3.2 | 6.0 | 1.1 | .2  | 15.7 |
| オールスター | オールスター | 1   | 0   | 13.0 | .667 | .000 | .000 | 1.0 | 7.0 | 1.0 | .0  | 4.0  |

### プレーオフ
| シーズン | チーム | GP  | GS | MPG  | FG%  | 3P%  | FT%  | RPG | APG | SPG | BPG | PPG  |
| -------- | ------ | --- | -- | ---- | ---- | ---- | ---- | --- | --- | --- | --- | ---- |
| 1994     | HOU    | 22  | 0  | 21.7 | .394 | .378 | 865  | 2.7 | 4.2 | 1.0 | .2  | 9.4  |
| 1995     | HOU    | 22  | 0  | 22.0 | .438 | .400 | .835 | 1.9 | 4.0 | 1.0 | .1  | 11.0 |
| 1996     | HOU    | 8   | 0  | 25.8 | .321 | .276 | .793 | 2.1 | 4.3 | .8  | .1  | 10.4 |
| 1998     | NJN    | 3   | 1  | 8.7  | .333 | —    | —    | 1.0 | 1.7 | .0  | .3  | 2.0  |
| 1999     | MIL    | 3   | 3  | 34.0 | .500 | .000 | .875 | 2.0 | 8.7 | 1.0 | .0  | 15.3 |
| 2000     | MIL    | 5   | 5  | 35.6 | .417 | .200 | .857 | 3.4 | 9.0 | .8  | .0  | 15.8 |
| 2001     | MIL    | 18  | 18 | 37.9 | .396 | .333 | .866 | 4.6 | 6.7 | 1.1 | .2  | 17.4 |
| 2003     | MIL    | 6   | 6  | 36.2 | .470 | .524 | .933 | 3.2 | 2.7 | .5  | .2  | 17.2 |
| 2004     | MIN    | 16  | 15 | 31.1 | .465 | .417 | .852 | 2.5 | 4.4 | .8  | .2  | 16.6 |
| 2006     | LAC    | 12  | 12 | 33.7 | .437 | .349 | .809 | 4.0 | 5.8 | .7  | .2  | 18.0 |
| 2008     | BOS    | 21  | 0  | 12.6 | .333 | .214 | .824 | .7  | 1.2 | .4  | .0  | 4.5  |
| 通算     | 通算   | 136 | 60 | 26.0 | .414 | .363 | .847 | 2.6 | 4.4 | .8  | .1  | 12.2 |